# Sedativa läkemedel

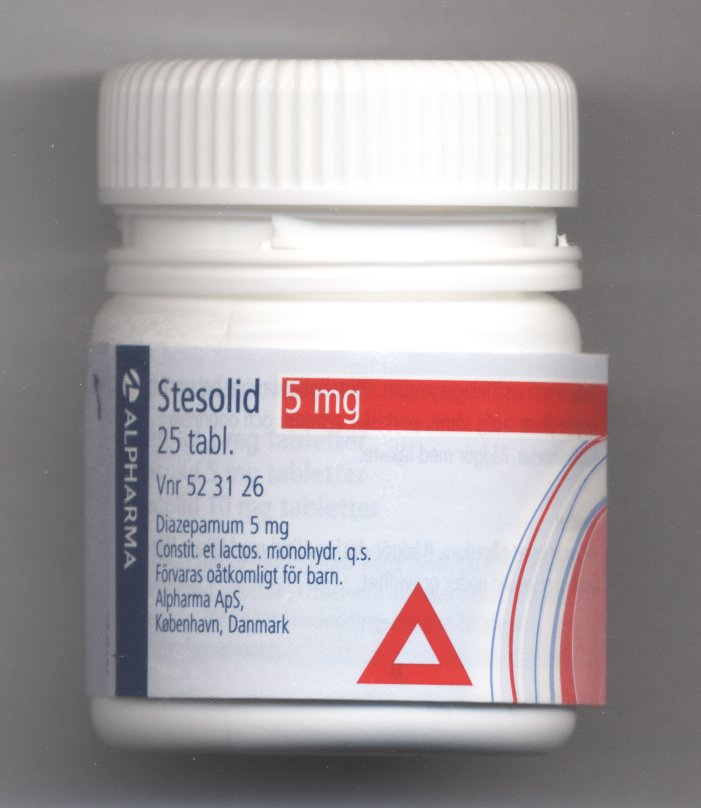
Stesolid.

Sedativa (lugnande) läkemedel är en samlande benämning för medel som minskar aktiviteten och minskar eller blockerar stimulering i hjärnan så att ett lugn uppnås. Sedativa används bland annat som lugnande vid insomningsbesvär. Sedativa är plural av sedativum.
Det finns ett stort antal sedativa läkemedel uppdelade i olika kategorier. De vanligaste typerna är:
- Bensodiazepiner
- Barbiturater
- Fentiazinderivat

Barbituraterna och bensodiazepinerna hör till de medel med mest uttalad centralt dämpande effekt. Dessa utnyttjas ofta inom sjukvården som lugnande inför en operation eller som narkos. Andra användningsområden är som kortvarig symptomatisk behandling av ångest eller nervösa besvär vid psykiska problem. Dessa grupper av läkemedel är starkt beroendeframkallande redan vid låg dosering varför de endast skall brukas en kortare tid.
Fentiazinderivaten är en annan grupp sedativa läkemedel. Dessa utvanns från början ur fentiazinerna, en grupp neuroleptikum, på 1950-talet. Dessa substanser visade sig senare att ha förutom en lugnande effekt även en antiallergisk och klådstillande verkan. Fentiazinderivaten är ej beroendeframkallande; därför kan de med fördel användas under lång tid och/eller då missbruk förekommer eller kan riskeras.
Somliga antihistaminer har en centralt dämpande verkan och används därför även de som lugnande läkemedel.

## Sedativa läkemedel
Bensodiazepiner:
- Diazepam (Stesolid)
- Oxazepam (Oxascand, Sobril)
- Alprazolam (Xanor)
- Lorazepam (Temesta)
- Triazolam (Halcion avregristrerades 2017 men kan gå att få på licens)
- Nitrazepam (Apodorm, Mogadon)
- Flunitrazepam (Flunitrazepam mylan, tidigare Rohypnol)
- Klonazepam (Iktorivil, används även mot epilepsi)

Barbiturater:
- Fenobarbital (Fenemal, även mot epilepsi)

Fentiazinderivat:
- Prometazin (Lergigan)
- Alimemazin (Theralen)
- Propiomazin (Propavan, sömnmedel)

Antihistaminer:
- Hydroxizin (Atarax)